# Páirc Uí Chaoimh
Páirc Uí Chaoimh è uno stadio irlandese collocato nel sobborgo Ballintemple della città di Cork. È principalmente sfruttato per le partite di hurling, sebbene talvolta vi si disputino pure match di calcio gaelico.
La capienza originale di 50 000 posti è stata ridotta di 6 500 unità ma nonostante ciò lo stadio è tuttora il quarto impianto in Irlanda dopo Croke Park, Semple Stadium e Gaelic Grounds in quanto a capacità tra gli stadi che ospitano match di sport gaelici.

## Critiche
Nel 2005 il consorzio di Cork che gestisce lo stadio, decise di sostituire i seggiolini e le panchine in legno che occupavano tutto lo stadio con seggiolini di plastica. Tuttavia questi ultimi erano eccessivamente piccoli al punto da suscitare molti lamenti da parte dei tifosi del Cork. Di conseguenza è stato stabilito di modificare la forma dei seggiolini per aumentarne il comfort.

## Proposte per il futuro
Nell'ottobre 2007 è stato annunciato che ci sono progetti riguardo ad un ampliamento dell'impianto volto ad aumentare la capienza a 60000 spettatori che consentirebbe allo stadio di diventare il secondo in tutta Irlanda per numero di spettatori.

## Record
La capienza record per una partita è di 49 500 e venne registrata in occasione della finale di hurling del Munster tra Cork e Tipperary. Invece, il record assoluto di 60 000 persone, venne stabilito nel luglio 1988 in occasione del concerto di Michael Jackson, durante il suo Bad World Tour.